# Hévíz

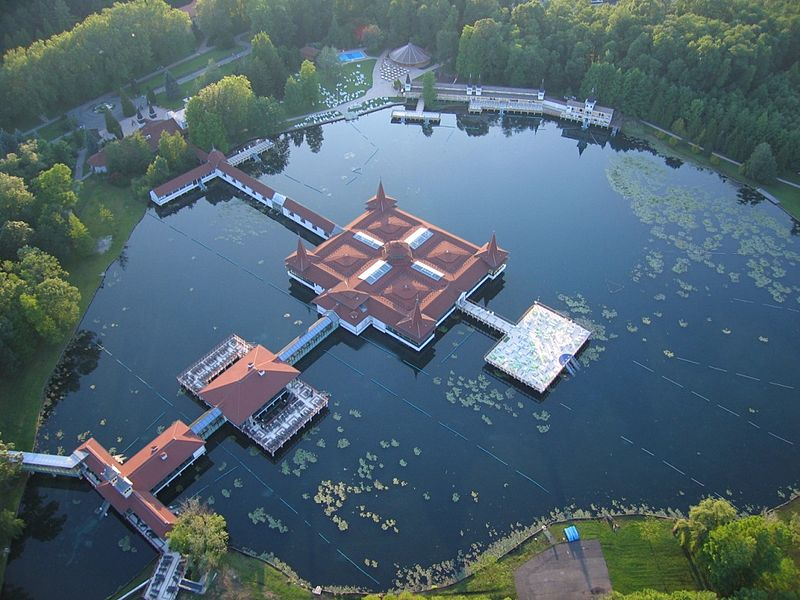
Héviz

Hévíz är en mindre stad med 4 523 invånare (2019) i Ungern.